# HC Vorony Sumy
HC Vorony Sumy (Ukrajinsky: Ворони Суми) je hokejový tým ze Sum na Ukrajině. Tým byl založen roku 2002 jako HC Sums’ki Vorony Sumy. Klub hraje Ukrajinskou ligu ledního hokeje.